# UCI Amèrica Tour
L'UCI Amèrica Tour és un conjunt de curses ciclistes que es disputen a Amèrica. Forma part dels Circuits continentals de ciclisme i té lloc entre octubre i setembre de l'any següent. A partir de l'edició del 2015 es recupera la disputa per anys naturals.
Això es tradueix en diverses classificacions: una d'individual, una per equips i dues per països.
La primera edició es disputà el 2005.

## Principals curses
La taula de sota presenta les principals proves de l'UCI Amèrica Tour.
| Nom de la cursa              | País         | Categoria |
| ---------------------------- | ------------ | --------- |
| Volta a Califòrnia           | Estats Units | 2.HC      |
| USA Pro Cycling Challenge    | Estats Units | 2.HC      |
| Philadelphia Cycling Classic | Estats Units | 1.1       |
| Tour de Rio                  | Brasil       | 2.1       |
| Tour de Utah                 | Estats Units | 2.HC      |
| Volta a Colòmbia             | Colòmbia     | 2.2       |
| Tour de San Luis             | Argentina    | 2.1       |
| Tour d'Alberta               | Canadà       | 2.1       |

## Palmarès
| Temporada | Classificació individual | Classificació per equips              | Classificació per països | Classificació per països sub-23 |
| --------- | ------------------------ | ------------------------------------- | ------------------------ | ------------------------------- |
| 2005      | Edgardo Simón (ARG)      | Health Net                            | Brasil                   |                                 |
| 2005-2006 | José Serpa (COL)         | Selle Italia-Serramenti Diquigiovanni | Colòmbia                 |                                 |
| 2006-2007 | Svein Tuft (CAN)         | Symmetrics Cycling Team               | Colòmbia                 | Brasil                          |
| 2007-2008 | Manuel Medina (VEN)      | Garmin-Chipotle                       | Estats Units             | Estats Units                    |
| 2008-2009 | Gregorio Ladino (COL)    | Serramenti PVC Diquigiovanni          | Colòmbia                 | Colòmbia                        |
| 2009-2010 | Gregorio Ladino (COL)    | Funvic-Pindamonhangaba                | Colòmbia                 | Veneçuela                       |
| 2010-2011 | Miguel Ubeto (VEN)       | EPM-UNE                               | Colòmbia                 | Veneçuela                       |
| 2011-2012 | Rory Sutherland (AUS)    | Real Cycling Team                     | Colòmbia                 | Colòmbia                        |
| 2012-2013 | Janier Acevedo (COL)     | Unitedhealthcare                      | Colòmbia                 | Colòmbia                        |
| 2013-2014 | Juan Carlos Rojas (CRC)  | Smartstop                             | Estats Units             | Colòmbia                        |
| 2015      | Toms Skujiņš (LAT)       | Optum-Kelly Benefit Strategies        | Colòmbia                 | Colòmbia                        |
| 2016      | Greg Van Avermaet (BEL)  | Holowesko Citadel Racing Team         | Colòmbia                 | Colòmbia                        |
| 2017      | Serghei Țvetcov (ROM)    | Jelly Belly-Maxxis                    | Colòmbia                 | Colòmbia                        |
| 2018      | Gavin Mannion (EUA)      | Unitedhealthcare                      | Colòmbia                 | Colòmbia                        |
| 2019      | Egan Bernal (COL)        | Medellín                              | Colòmbia                 | Colòmbia                        |
| 2020      | Richard Carapaz (ECU)    | Medellín                              | Colòmbia                 | Estats Units                    |
| 2021      | Egan Bernal (COL)        | Rally Cycling                         | Colòmbia                 | Estats Units                    |
| 2022      | Sergio Higuita (COL)     | Human Powered Health                  | Colòmbia                 | Estats Units                    |
| 2023      | Sepp Kuss                | Human Powered Health                  | Estats Units             | Estats Units                    |
| 2024      | Matteo Jorgenson         | Lidl-Trek Future Racing               | Estats Units             | Estats Units                    |